# Francesc Satorres
|  | Aquest article tracta sobre un sacerdot i dramaturg balaguerí. Si cerqueu l'enginyer agrònom mallorquí, vegeu «Francesc Satorres i Macià». |

Francesc Satorres (Balaguer, segle XVI - Balaguer, segle xvi) va ser un escriptor i humanista català del Renaixement que fou rector de la Universitat de Perpinyà (1548). Exercí de sacerdot a Balaguer, es doctorà en dret canònic i posteriorment n'exercí de professor en l'àmbit universitari.
És l'autor de l'obra de teatre en vers Tragoedia Delphinus, tragèdia de la que es coneix una primera edició en llatí publicada a Barcelona el 1543. S'hi narra el Setge de Perpinyà (1542) que feu el delfí de França i futur rei Enric II, i que se saldà amb victòria catalana. A la lletra de l'obra teatral la nimfa Ruscino  és filla de Venus i del Pirineu, i canta als pobles del Rosselló.
L'obra teatral fou estrenada a Perpinyà el 1543, probablement en una versió original en català desapareguda, en una representació amb acompanyament musical davant del victoriós exèrcit català capitanejat pel duc d'Alba. Es tracta d'una de les escasses obres de teatre humanístic que es representà fora de l'àmbit universitari.

## Obres
- Francisci Satorris sacrifici balagariensis tragoedia Delphinus.  Barcinone: apud Carolum Amorosum, 1543. [nt 2]